# NGC 871
NGC 871 è una galassia a spirale barrata situata nella costellazione dell'Ariete, a una distanza di circa 167 milioni di anni luce dalla nostra Via Lattea.

## Scoperta
La galassia è stata scoperta il 14 ottobre 1784 dall'astronomo britannico di origine tedesca William Herschel.

## Descrizione
NGC 871 ha una classe di luminosità III e presenta una larga riga a 21 cm dell'idrogeno neutro.

## Gruppo di NGC 877
NGC 871 fa parte di un gruppo di galassie che comprende almeno otto membri, il Gruppo di NGC 877. Oltre a NGC 871 e NGC 877 le altre galassie del gruppo sono: IC 1791, NGC 876, UGC 1693, UGC 1761, UGC 1773 e UGC 1817.
NGC 871 e NGC 877 formano una coppia di galassie.